# Kushiro (thị trấn)
Kushiro (釧路町 Kushiro-chō) là thị trấn thuộc huyện Kushiro, phó tỉnh Kushiro, Hokkaidō, Nhật Bản. Tính đến ngày 1 tháng 10 năm 2020, dân số ước tính thị trấn là 19.105 người và mật độ dân số là 76 người/km2. Tổng diện tích thị trấn là 252,57 km2.